# Rukajärven tie
Rukajärven tie é um filme de guerra finlandês de 1999 dirigido por Olli Saarela. Literalmente “Estrada de Rukajärvi”, o filme estreou em 22 de janeiro de 1999 na Finlândia, após o qual foi lançado internacionalmente. O filme é baseado em um livro escrito por Antti Tuuri e seus protagonistas são interpretados por Peter Franzén como o tenente Eero Perkola e Irina Björklund como Kaarina Vainikainen, o amor do tenente Perkola.
Rukajärvi (Rugozero) é um município (assim como um lago) na Carélia, na Rússia, e foi ocupado pelo Exército Finlandês durante a Guerra da Continuação de 1941–1944.

## Elenco
- Peter Franzén como Tenente Eero Perkola
- Irina Björklund [en] como Lotta Kaarina Vainikainen
- Kari Heiskanen [en] como Cabo-Lance Jussi Lukkari
- Taisto Reimaluoto [en] como Cabo Unto Saarinen
- Kari Väänänen [en] como Cabo Tauno Snicker
- Tommi Eronen [en] como Soldado Simo Karppinen
- Pekka Heikkinen como Cabo Evert Rönkkö
- Pekka Huotari como Soldado Martti Raassina
- Tero Jartti [en] como Soldado Moilanen
- Rauno Juvonen como Soldado Hämäläinen

## Prêmios
O filme ganhou sete prêmios Jussi em 2000, incluindo Melhor Filme, Melhor Direção, Melhor Fotografia, Melhor Edição, Melhor Encenação, Melhor Design de Som e Melhor Trilha Sonora. O filme também foi inscrito no 21º Festival Internacional de Cinema de Moscou.